# Каримов, Марат Набиевич
Мара́т Наби́евич Кари́мов (тат. Кәримов Марат Нәби улы, род. 9 января 1930, Кугарчи, Зилаирский кантон, Башкирская АССР, СССР) — советский российский поэт, писатель и переводчик. Народный поэт Республики Башкортостан (2003). Член Союза писателей РБ (1958). Заслуженный работник культуры Республики Башкортостан (1994). Лауреат премии им. Ф. Карима (2001).

## Биография
Каримов Марат Набиевич родился 9 января 1930 года в семье учителя.
В 1947 году окончил Зианчуринское педагогическое училище. Служил в армии. В 1956 году окончил факультет журналистики Центральной комсомольской школы при ЦК ВЛКСМ, в 1961 году — Высшие литературные курсы при Литературном институте им. М.Горького в Москве.
По окончании педагогического училища Марат Набиевич работал учителем Кугарчинской школы РБ, с 1949 года — зав. отделом Зианчуринского районного комитета ВЛКСМ, с 1953 года — сотрудником газеты «Ленинец», в 1957—1985 годах — сотрудником журнала «Хэнэк», в 1964—1968 годах — главным редактором журнала «Пионер», затем десять лет — редактором сатирического журнала «Хэнэк» («Вилы»). С 1986 года работал в ПО «Башнефть», в 1988—1989 годах — редактором Государственного комитета БАССР по ТВ и радиовещанию, в 1993—1994 — сотрудник газеты «Гасыр» (Уфа), в 1999—2004 годах — литературный консультант Союза писателей РБ.
Марат Набиевич писал стихи, рассказы, занимался переводами. Первые его стихи появились в газетах БАССР в 1948 году. Первую книгу «Бәрәләр» («Почки») выпустил в 1956-м. Перевёл на башкирский язык стихотворения поэтов П.Бровки, М. А. Дудина, Д. Поройкова.
М. Н. Каримов в настоящее время живёт в г. Уфе, работает в жанре сатиры и юмора. Во многих номерах журналов «Хэнэк» и «Вилы» напечатаны его юмористические рассказы, стихи, фельетоны.

## Произведения
Поэтические сборники: «Ете көнөм — ете моң» (1981; «Отзвуки дней моих»), «Йылмайып-көлөп кенә» (1990; «С улыбкой»), «Һин бар саҡта» (2005; «Когда есть ты»).
Сборники рассказов : «Алланың ҡашҡа тәкәһе» (1968; «Бог шельму метит»), «Һөйгәнеңә үҙең яҙ» (1972; «Любимой пиши сам»), «Адәм көлкесе» (1998; «Посмешище»).

## Награды и звания
- Народный поэт Республики Башкортостан (2003)
- Заслуженный работник культуры Республики Башкортостан (1994)
- Литературная премия им. Ф.Карима (2001).